# Tanypus virdellus
Tanypus virdellus är en tvåvingeart som först beskrevs av Jean-Jacques Kieffer 1924.  Tanypus virdellus ingår i släktet Tanypus och familjen fjädermyggor. Inga underarter finns listade i Catalogue of Life.